# Антелами, Бенедетто
Бенеде́тто Анте́лами (Антэ́лами) (итал. Benedétto Antèlami; ок. 1150, Парма, Италия — ок. 1230) — итальянский архитектор и скульптор, работавший в романском стиле.

## Жизнь и творчество
Бенедетто Антелами является одним из немногих известных по имени деятелей искусства романской эпохи Средневековья. О его жизни дошло мало сведений. В феврале 1178 года он заканчивает работу над рельефом «Снятие с креста» в Кафедральном соборе Пармы. Установлено, что ранее Антелами побывал в Южной Франции (Провансе), где изучал стиль и работы местных мастеров.
Вслед за «Снятием с креста» Антелами получает заказ на изготовление мраморного епископского трона для того же пармского собора. В 1190 году, предположительно перед своей второй поездкой в Прованс, скульптор начинает работать над фасадом Кафедрального собора в Фиденце (Борго Сан Доннено). В 1196 году Антелами сообщает о начале работы над Баптистерием в Парме. Антелами приписывается также рельеф «Мученичество святого Андрея» в базилике Сант Андреа в Верчелли.
Продолжателями традиций Бенедетто Антелами в архитектуре и скульптуре считаются Никколо Пизано (1225 — ок. 1287) и его ученик Арнольфо ди Камбио (ок. 1250 — ок. 1301).

## Галерея

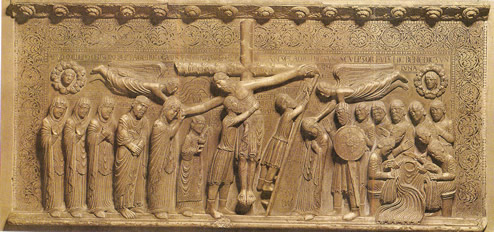
Снятие с креста. Пармский собор
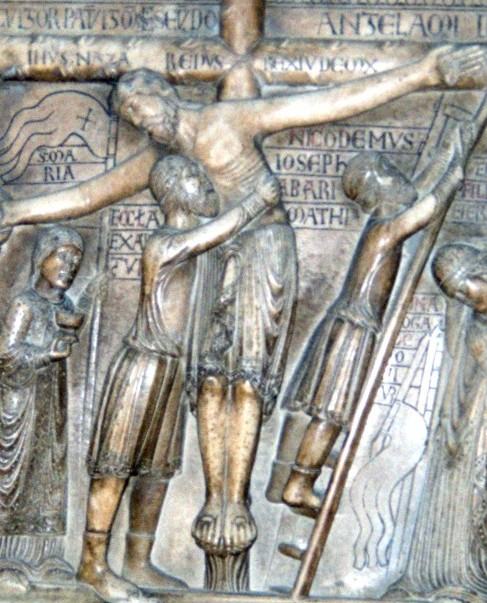
Снятие с креста из собора в Парме, фрагмент
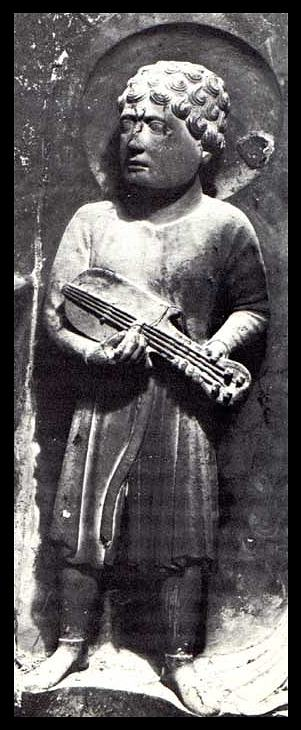
Игрок на цистре. Пармский баптистерий
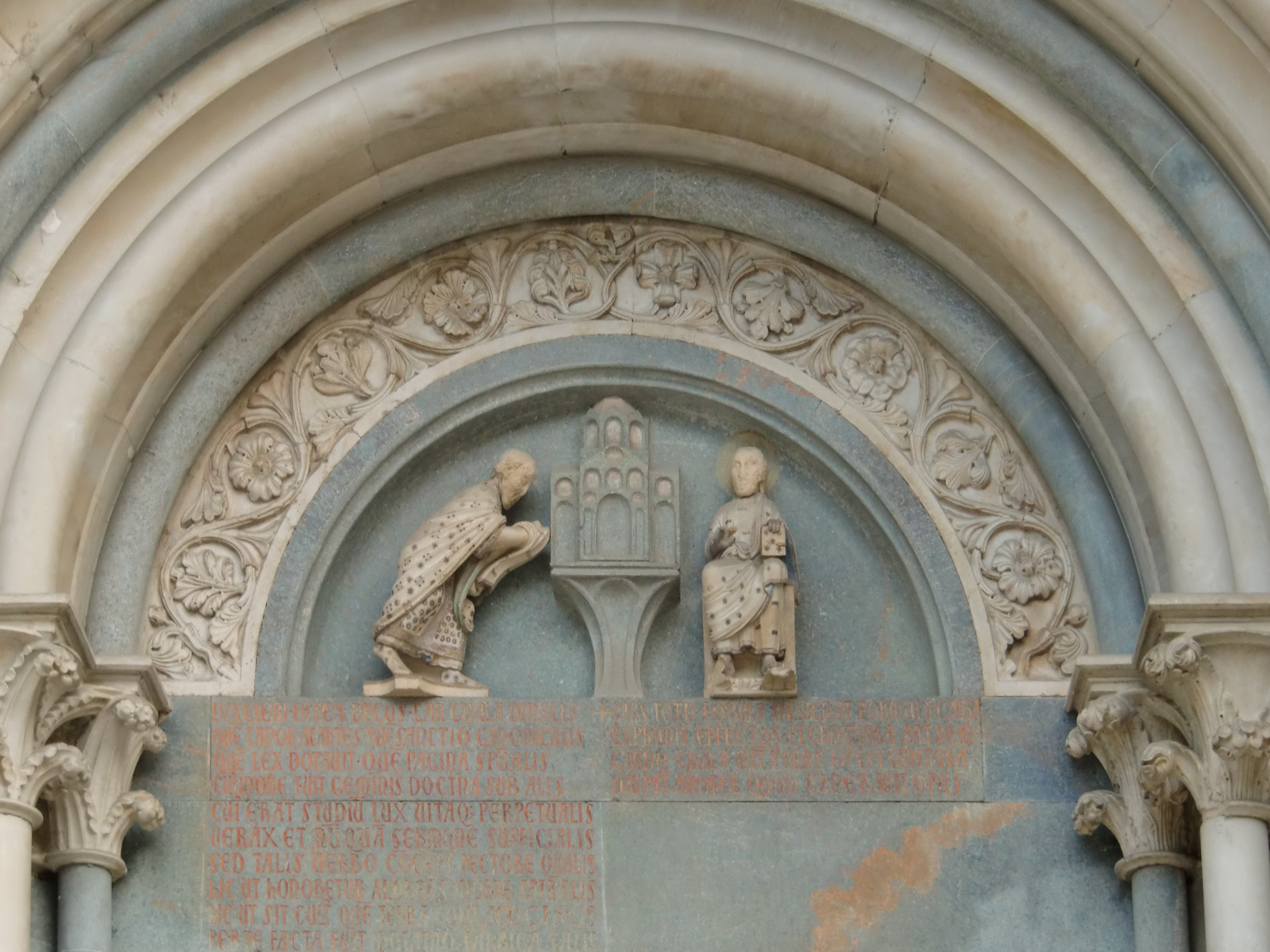
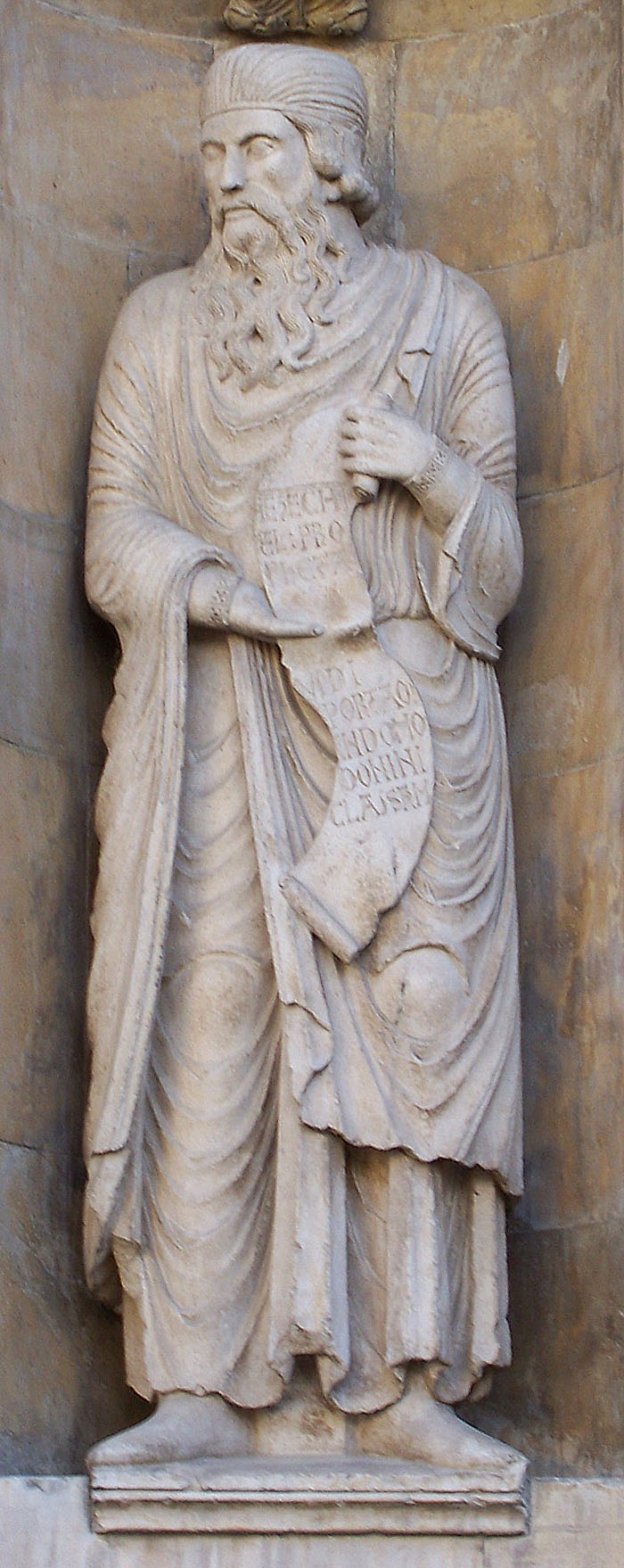
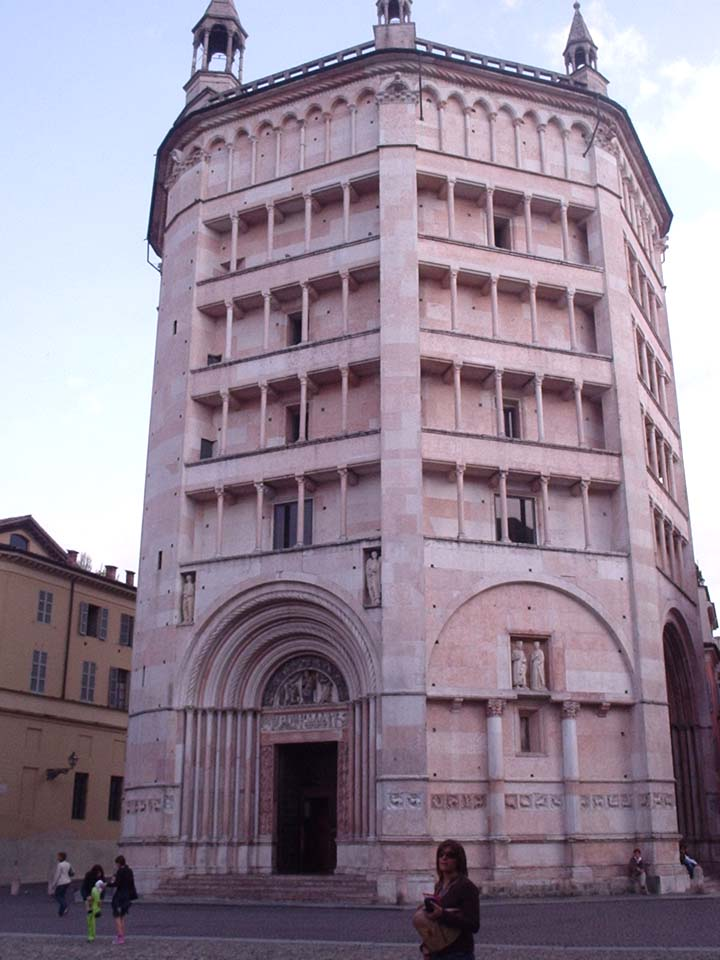
Пармский баптистерий